# Scharbel Machluf

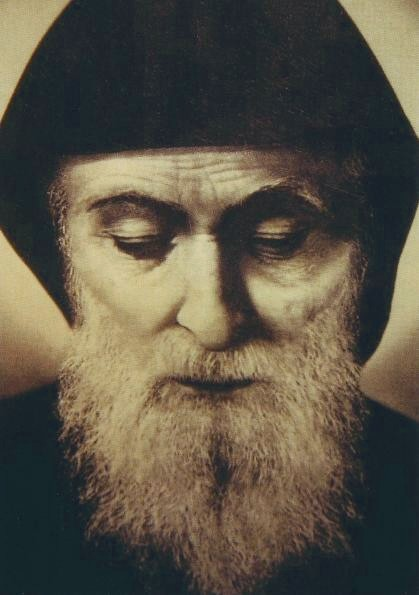
Scharbel Machluf

Scharbel Machluf (arabisch شربل مخلوف) (oft auch Charbel Makhlouf geschrieben; * 8. Mai 1828 als Joseph Machluf in Biqa-Kafra, Libanon; † 24. Dezember 1898 in Annaya, Libanon) war ein maronitischer Mönch und der erste, der in der Neuzeit von der römisch-katholischen Kirche 1977 offiziell heiliggesprochen wurde (Gedenktag 24. Juli).

## Leben
Joseph Machluf stammte aus einer einfachen christlichen Bauernfamilie in der damals schwer zugänglichen Hochgebirgsregion im Norden des Libanon, der einzigen auch heute noch nahezu ausschließlich von Christen bewohnten Region in der Arabischen Welt, deren Kultur stark von den dort zahlreich vorhandenen maronitischen Klöstern und Eremitagen geprägt ist.
Joseph, der schon als Kind sehr fromm gewesen sein soll, trat mit 23 Jahren in das Kloster Notre Dame de Mayfouk (nördlich von Jbeil (Byblos)) ein. Im Jahre 1853 wechselte er zum Kloster St. Maroun in Annaya, legte dort die Gelübde ab und nahm den Ordensnamen Scharbel (nach dem alten orientalischen Märtyrer Sarbelius) an.
Die nächsten Jahre verbrachte er im Kloster Kfifan, wo er bei Pater Nimatullah al-Kafri und Pater Nimatullah al-Hardini (letzterer wurde 2004 von Johannes Paul II. heiliggesprochen) Theologie studierte. 1859 wurde er zum Priester geweiht und kehrte nach Annaya zurück. 1875 entschied er sich für ein Leben als Eremit in der Eremitage St. Peter und Paul oberhalb von Annaya. Am 16. Dezember 1898 erlitt er, während er in der Eremitage die Heilige Messe zelebrierte, einen Schlaganfall, an dessen Folgen er am Heiligabend 1898 starb.
Scharbel wurden schon zu Lebzeiten verschiedene Wunder nachgesagt. Bald nach seinem Tode stellte man fest, dass sein Leichnam nicht verwest oder vertrocknet war, sondern noch Körperflüssigkeit enthielt und absonderte. Dies wurde auch bei späteren Umbettungen bestätigt. Diese Phänomene sowie zahlreiche Krankenheilungen nach einem Besuch am Grabe Scharbels machten ihn sehr schnell zu einem festen Bestandteil orientalisch-christlicher Volksfrömmigkeit. Zwei Heilungen aus dem Jahre 1950 führten schließlich zur Einleitung eines Seligsprechungsverfahrens in Rom, das am 5. Dezember 1965 mit der offiziellen Seligsprechung Scharbels durch Papst Paul VI. seinen Abschluss fand. Aufgrund einer dritten Heilung im Jahre 1967 fand dann am 9. Oktober 1977 die Heiligsprechung, wiederum in Rom durch Paul VI., statt.
„Mar Scharbel“, dessen Bild in zahlreichen Herrgottswinkeln, an Taxi-Windschutzscheiben und in Kirchen und Kapellen im Orient zu finden ist, gehört mit St. Rebekka Ar Rayès (2001 von Johannes Paul II. heiliggesprochen) und St. Nimatullah al-Hardini, dem akademischen Lehrer Scharbels (Heiligsprechung 2004 durch Johannes Paul II.), zu den drei offiziell von Rom kanonisierten libanesischen Heiligen.
Das Fest des Heiligen Scharbels wird in der Katholischen Kirche am 24. Juli begangen. Im deutschsprachigen Raum wird des heiligen Scharbels seit Februar 2006 in Stans im Kanton Nidwalden in den Schweizer Alpen gedacht, wo er zusammen mit dem heiligen Niklaus von Flüe, dessen Lebensgeschichte in der Schweiz sehr viel Ähnlichkeit mit der des heiligen Scharbels im Libanon hat, in der ehemaligen Kapuzinerkirche verehrt wird.